# Papilio nephelus
Papilio nephelus là một loài bướm thuộc họ Bướm phượng (Papilionidae). 
Loài Papilio nephelus được mô tả năm 1836 bởi Boisduval. Loài bướm Papilio nephelus sinh sống ở .

## Hình ảnh

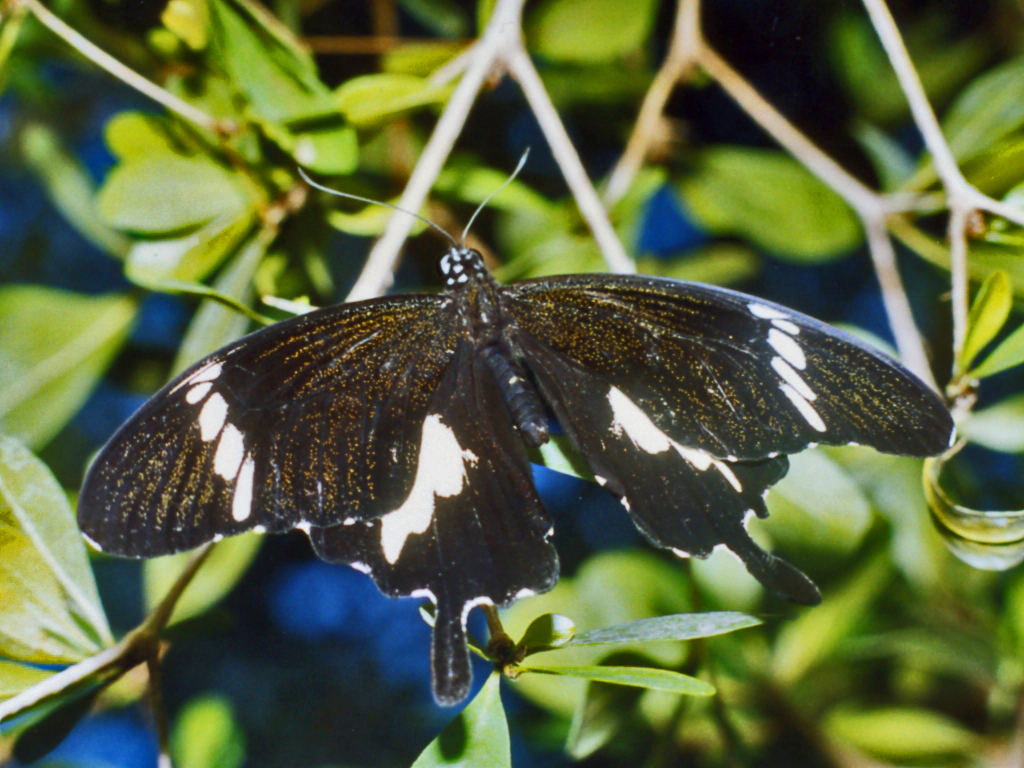
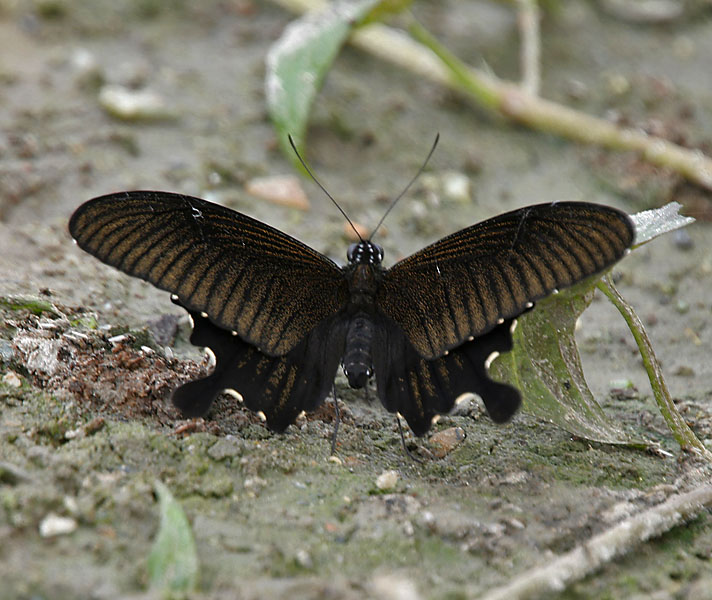
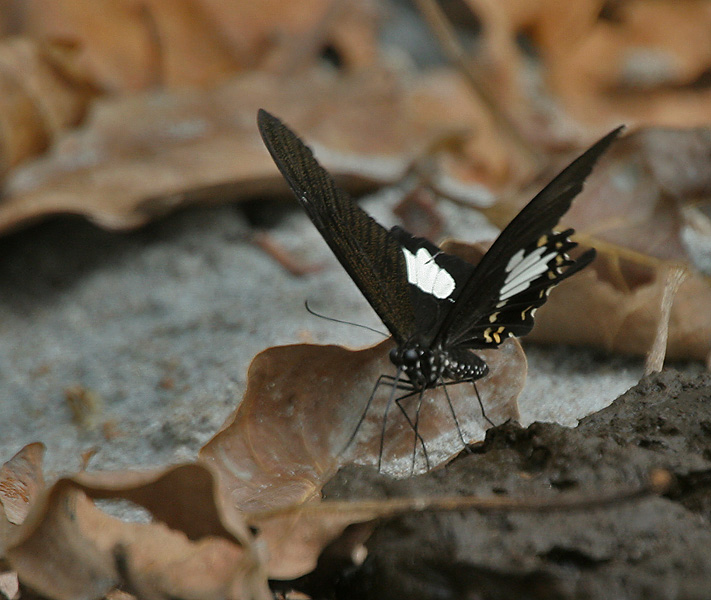
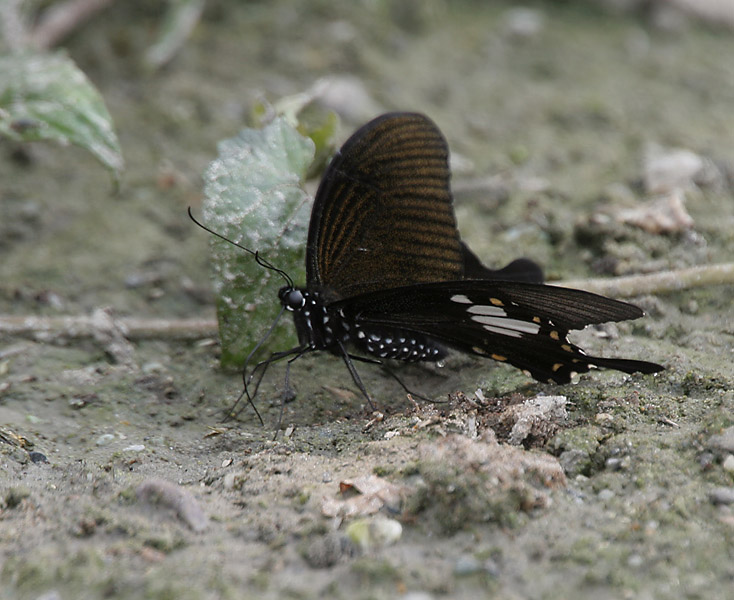